# Stiphra mariconii
Stiphra mariconii is een rechtvleugelig insect uit de familie Proscopiidae. De wetenschappelijke naam van deze soort is voor het eerst geldig gepubliceerd in 1978 door Piza.